# Internazionali BNL d’Italia 2016

Die Internazionali BNL d’Italia 2016 sind ein Tennisturnier der WTA Tour 2016 für Damen und ein Tennisturnier der ATP World Tour 2016 für Herren in Rom und findet zeitgleich vom 9. bis 15. Mai 2016 statt.

## Herrenturnier
→ Qualifikation: Internazionali BNL d’Italia 2016/Herren/Qualifikation

## Damenturnier
→ Qualifikation: Internazionali BNL d’Italia 2016/Damen/Qualifikation